# Antonia suavissima
Antonia suavissima är en tvåvingeart som beskrevs av Friedrich Hermann Loew 1856. Antonia suavissima ingår i släktet Antonia och familjen svävflugor. Inga underarter finns listade i Catalogue of Life.